# HD 51000
HD 51000，又名BD+33 1433，SAO 59631、HR 2586，是一颗恒星，视星等为5.89，位于銀經182.72，銀緯15.72，其B1900.0坐标为赤經6h 50m 26.5s，赤緯+33° 15.72′ 37″。